# 深圳市义工联合会
深圳市义工联合会简称深圳市义工联、深圳义工联，是中国共青团深圳市委发起的，由志愿为青少年和社会提供义工服务的社会各界人士组成的社会团体。
深圳市义工联于1990年4月注册，是中国内地第一个义工法人社团。

## 基本状况
深圳义工联分为市、区、街道和社区四级义工组织网络，包括市级义工联1个、区级义工联10个、街道级义工服务站、社区级义工服务队（站、中心、基地）多个。
深圳义工分个人义工及团体义工两种，团体义工即以单位名义加入的义工单位。深圳义工以中青年为，平均年龄28岁，超过半数的义工具有大专以上学历。15年来，深圳义工联组织为社会提供超过300万人次的义工服务，平均每个注册义工每年服务超过30小时。

## 深圳义工联主要组别
包括但不限于以下组别：

### 热线服务组
热线是深圳义工联第一个服务项目，主要倾听深圳及全国各地打来的电话，帮助正确积极的处理遇到的工作、学习、情感等问题。热线组也是参与春风计划的主要组别，为受到性侵犯的人士提供必要的帮助。

### 与你同行组
成立于1998年8月1日，原名残疾人服务组，2001年改为现名。该组主要服务于肢体残障，视觉、听觉受损、智力不健全、自闭症等人士，致力于帮助残障人士的恢复，创造无障碍环境，争取应有的平等权利，激励残障人士自强，树立积极人生观。开展及参与残障人士公益活动，通过活动使大众消除偏见，关心残障群体，并参与到残障人士相关的社会公益活动中。

### 快乐成长组
主要为公益机构及公共服务机构提供义工转介服务，为儿童提供护理、教育、康复等服务。

### 松柏之爱组
成立于1995年，主要协助养老机构为老人提供服务，也为经过义工联批准的独居，孤寡老人提供上门服务。

### 学生服务组
1994年成立，主要为有特点需要的家庭提供义务的上门辅导。

### 网络服务组
成立于2001年6月28日，主要工作为义工网建设，扩大义工网络影响力。

### 社会调研组
成立于1995年，从事社会公益的调研工作，完成了包括居住、健康、公共交通、骨髓及器官捐赠立法、抗非典情况的多个主题调研，调查结果向媒体及相关部门呈报，并不定期出版调研文集。

### 绿色家园环保组
成立于2005年5月23日，简称环保组，是目前深圳义工联中参与人数最多的组。目前环保组分四个主题不同的小组，涉及绿色生态、野生动植物保护、绿色单位建设、废旧电池回收、抵抗白色污染、环保调研、工艺品制作、节能与清洁能源的推广、水资源保护、大气污染宣传等多个方面。

### 培训服务组
成立于1999年，主要为个体及团体义工提供培训，为各服务组提供咨询及指导服务。

### 艺术团
成立于2002年4月，主要参与各项公益演出，同时也协助其他组的宣传活动。

### 义工报组
成立于1995年，主要出版包括《深圳义工》在内的多种杂志、折页等宣传品，对外宣传义工服务精神。

### 秘书后勤组
是义工联秘书处的对外服务的主要组别，负责配合秘书处进行新义工的招募，大型活动策划及后勤工作等。

### 文化服务组
为公共文化单位提供服务的组别，主要服务于各大图书馆及书店。

### 关爱探访组
主要为各大医院重症患者提供临终关怀、对患者及家属提供心理疏导，还提供门诊帮助、探访交流等服务；为申请帮助的贫困病患家庭提供上门服务；为障碍儿童服务，组织其室内外活动；组织贵州边远贫困山区的助学活动。

### 拥抱阳光精神健康组
成立于2004年4月17日，主要以深圳康宁医院康复科修养员及精神障碍患者为服务对象，帮助其康复，使其感受到关爱并能顺利回归社会；在各处开展宣传心理健康等活动。

此外，深圳义工联还为高交会、文博会等大型会展提供服务；参与服务净畅宁工程等政府发起的多；派出医疗义工前往山区开展“健康直通车”服务；组织国际义工赴老挝、缅甸支教。深圳义工联也同香港等多处义工组织保持密切联系，开展多方交流互访，促进学习和了解。
深圳义工联曾获得“中国十大杰出青年志愿服务集体”、“中国优秀青年志愿者服务集体”、“中国青年志愿者行动先进集体”、“广东省青年志愿者行动杰出集体”，第四、五、六届“深圳市文明单位”、“深圳市民族团结先进单位”等称号。深圳义工的代表人物丛飞、李泓霖等曾多次受到政府的表彰及嘉奖。

## 深圳市义工联直属区义工联

### 福田区义工联
深圳市福田义工联合会，成立于1996年4月2日，是由共青团福田区委员会发起成立，由志愿为社会服务的各界人士组成的社会团体，是把受助群众和帮助群体联结起来的中介组织。
福田区义工联现有社区义工服务站94个，团体义工143个，直属义工服务组14个，注册义工超过90000名，义工每年服务社会的时间超过200万人。

### 罗湖区义工联
罗湖区义工联合会成立于1994年4月，是全国第一家区级义工联,以“奉献爱心、服务社会”为宗旨，弘扬“参与、互助、奉献、进步”的义工精神，传递爱心，助人自助。
罗湖区义工联目前有13个二级义工联、83个社区义工服务站；300多支机关、企事业义工服务队，现全区共有注册义工11万多人。

### 南山区义工联
南山区义工联合会，成立于1996年3月，是由共青团南山区委发起成立，为深圳最早的义工组织之一，由志愿为市民，特别是青少年服务的社会各界人士组成的社会团体。
南山区义工联以“服务社会、传播文明”为宗旨，倡导“参与、互助、奉献、进步”的义工精神，致力于社会弱势群体的帮扶工作，关注他们的生活与发展，营造和谐的社会氛围。南山义工工发展初期，参与者大多数为高学历的青年。随着义工精神的宣传推广，参与者正逐步扩大到社会各个方面和不同年龄阶段的人士。
截至2015年3月，全区拥有注册志愿者达118730名，注册团体志愿者队331个，下设助老、助残、助学、网络热线、环保、文化、培训、宣传等8个直属服务组。

### 盐田区义工联
盐田区义务工作者（志愿者）联合会，简称盐田区义工联，是由共青团盐田区委员会发起成立、由志愿为社会服务的各界人士组成的公益性团体。盐田区义工联成立于1998年5月，现共有注册义工8000多名，下辖沙头角、海山、盐田、梅沙4个街道义工服务中心，18个社区义工站，51个系统行业义工服务(总）队，现已形成区街（行业）社区（站)三级服务网络。理事会是义工联的最高决策和领导机构，秘书处是义工联的日常办事机构。区义工联现设有直属义工组共十六组，艺术团，培训部，财务部，活动部，后勤保障部，宣传策划部，外联部等8个服务组别。

### 宝安区义工联
宝安区义工联合会成立于1995年，有街道义工联5个，义工服务中心5个，区直属义工服务组17个，团体会员766个，其中在区民政局注册的法人团体有6个，全区124个社区均建立社区义工站。注册义工人数达到284592人，占常住人口的10.54%。累计服务近300万人次，年人均服务时数达305小时。

### 龙岗区义工联
龙岗区义工联于1995年9月成立，目前已发展成为拥有11个街道义工联、68个社区志愿U站、近约296877名注册义工的大型义工组织。全区义工服务时间累计超过600万小时，共有市百优义工55人，市五星级义工831人。在全区各城市重要节点共有7个城市U站、21个I城开展便民服务。

### 龙华区义工联
龙华新区义工联成立于2013年12月5日，新区义工联现有注册志愿者人数为3.3万人，其中活跃志愿者人数为1700余人，2010年至今服务总时数超过53万小时。现有注册志愿服务组织7个，共有深圳市“百优义工”9人，五星级义工161人。

### 光明区义工联
光明区义工联合会成立于2008年5月，是由深圳市光明团区委发起、由志愿为青少年及社会提供志愿服务的社会各界人士组成的社会团体。

### 坪山区义工联
坪山区义务工作者联合会（简称“坪山区义工联”）成立于2011年3月，是由志愿为社会提供义务服务的各界人士组成的群众性团体，是非营利性的社会组织。
目前累计成立志愿服务队155支，注册志愿者36364人，五星级义工、“百优”义工55人，服务总时长105万小时。

### 大鹏新区义工联
大鹏新区义工联是深圳市首个完全由民间公益性社会组织发起运作、凝聚区域性各类志愿服务组织的社会团体。通过与新区相关部门紧密合作，大鹏新区义工联将充分利用各类民间公益组织的组织力、影响力、公信力，积极探索志愿服务事业发展的新思路和新模式，服务社会，服务群众，为推进大鹏新区“三岛一区”的建设做出贡献。

## 团体文化

### 宗旨
服务社会，传播文明

### 服务精神
参与、互助、奉献、进步

### 互助理念
助人自助、送人玫瑰，手有余香

## 发展
1989年9月20日，深圳共青团市委组织了19人开设了“为您服务”热线电话，主要为来深圳工作的人士提供必要的服务与帮助。
1990年6月6日，深圳市青少年义务社会工作者联合会在民政局注册成立，当时有46名义工，是中国内地第一个义工团体。
1995年更名为深圳义务工作者联合会。
2005年7月1日，更名为深圳市义工联合会。同日，中国内地第一部规范义工工作的地方性法律《深圳市义工服务条例》生效，深圳市义工联合会在法理上明确了义工服务概念、规范义工工作。